# Ketoacidóza

Strukturní vzorec ketolátky β-hydroxybutyrátu

Ketoacidóza je typem metabolické acidózy. Je způsobena vysokými koncentracemi ketolátek, které se tvoří štěpením mastných kyselin a deaminací aminokyselin. Dvěma hlavními ketolátkami tvořenými u člověka jsou kyselina acetyloctová (acetacetát) a kyselina β-hydroxymáselná (β-hydroxybutyrát).
Ketoacidóza je extrémní a nekontrolovaná forma ketózy, která je normální reakcí na dlouhodobé hladovění. Při ketoacidóze tělo selhává při regulaci produkce ketolátek, což vede k závažné akumulaci ketokyselin, takže pH krve podstatně klesá. V extrémních případech může být ketoacidóza smrtelná.
Ketoacidóza se nejčastěji vyskytuje u neléčeného diabetu 1. typu, kdy játra štěpí tuky a bílkoviny v reakci na detekovanou potřebu dýchacího substrátu (diabetická ketoacidóza). Dlouhodobý alkoholismus může vést k alkoholické ketoacidóze. Hladovění vede ke ketóze, ale nikoli ke ketoacidóze.
Ketoacidóza je zjistitelná z dechu postižené osoby. Je z něj cítit aceton, přímý vedlejší produkt spontánního rozkladu acetacetátu. Často se popisuje jako ovocný pach nebo pach připomínající odstraňovač laku na nehty. Tento jev se objevuje již u ketózy, ale slaběji vzhledem k nižším koncentracím acetonu.